# 光陽警察署
光陽警察署（クァンヤンけいさつしょ）は、全南地方警察庁所管の警察署である。

## 管轄区域
- 光陽市

## 沿革
- 1945年10月21日 - 開署する。
- 1999年6月 - 現在地に移転する。

## 組織
- 警務課
- 生活安全課
- 捜査課
- 警備交通課
- 情報保安課

## 管轄派出所
- 中馬派出所
- 邑内派出所
- 広英派出所
- 太金派出所
- 玉谷派出所
- 津上派出所
- 骨岩派出所
- 玉龍派出所

## 管轄治安センター
- 鳳崗治安センター
- 津月治安センター
- 多鴨治安センター